# Teateråret 1924

## Händelser

### Januari
- 1 - John Forsell tillträder som chef för Kungliga Teatern i Sverige [1].
- 15 januari - Världens första radioteater, Danger av Richard Hughes, sänds av BBC från studion i London.[2]

### Okänt datum
- Thyra Juberg efterträder Edvard Janse som chef för Tantolundens friluftsteater
- Kristallsalongen friluftsteater på Djurgården i Stockholm upphör med teaterverksamhet

## Årets uppsättningar

### Januari
- 1 januari - Ernst Rolfs revy Lyckolandet har premiär på Oscarsteatern, och är en helt ny teaterform för Sverige där kabaré blandas med amerikansk show [3].

### December
- 9 december - Andra delen av August Strindbergs pjäs Till Damaskus har urpremiär på Lorensbergsteatern i Göteborg [4].